# Ustrój polityczny Słowacji
Słowacja jest republiką z parlamentarno-gabinetowym systemem rządów. Władzę ustawodawczą dzierży jednoizbowy parlament – Rada Narodowa, władzę wykonawczą – prezydent oraz rząd, a sądowniczą – niezawisłe sądy. Słowacka konstytucja została uchwalona 1 września 1992 r.

## Rada Narodowa
Parlament Słowacji jest jednoizbowy i nosi nazwę Rada Narodowa (słow. Národná rada Slovenskej republiky). 150 posłów wybieranych jest w pięcioprzymiotnikowych wyborach na czteroletnią kadencję. Głosy są przeliczane na mandaty metodą Hagenbacha-Bischofa (czyli zmodyfikowaną metodą d’Hondta) pomiędzy partie, które uzyskały co najmniej 5% głosów w skali kraju. Czynne prawo wyborcze posiadają obywatele powyżej 18 roku życia, a bierne – powyżej 21 roku życia.
Przed przystąpieniem do sprawowania mandatu poseł zobowiązany jest złożyć następujące ślubowanie:
Słowacki: Sľubujem na svoju česť a svedomie vernosť Slovenskej republike. Svoje povinnosti budem plniť v záujme jej občanov. Budem dodržiavať ústavu a ostatné zákony a pracovať tak, aby sa uvádzali do života.
Polski: Ślubuję na swoją cześć i sumienie wierność Republice Słowackiej. Swoje obowiązki będę wypełniać w interesie jej obywateli. Będę przestrzegać Konstytucji oraz innych ustaw i pracować nad wprowadzeniem ich w życie.
W konstytucji Słowacji Rada Narodowa jest wymieniana wcześniej niż prezydent i rząd, co odzwierciedla jej pozycję ustrojową. Jest to jedyny organ władzy spełniający funkcje ustawodawcze i ustrojodawcze. Posiada bardzo szerokie uprawnienia. Najważniejsze z nich to:
- stanowienie najwyższych aktów prawnych;
- prawo odwołania prezydenta z urzędu;
- wyrażanie zgody na ratyfikację umów międzynarodowych, których wykonanie wymaga podjęcia ustawy;
- uchwalanie budżetu;
- przedstawianie prezydentowi kandydatur na sędziów Sądu Konstytucyjnego;
- udzielanie rządowi wotum zaufania;
- egzekwowanie odpowiedzialności politycznej rządu, poprzez instrument wotum nieufności.

## Prezydent
Prezydent Słowacji jest wybierany w wyborach powszechnych na pięcioletnią kadencję, z prawem jednej reelekcji. Kandydatów zgłasza przewodniczącemu Rady Narodowej grupa min. 15 posłów lub 15 000 obywateli, nie później niż 21 dnia przed dniem wyborów. Kandydat musi mieć najpóźniej w dniu wyborów ukończone 40 lat.
Wybory prezydenckie odbywają się w ciągu ostatnich 60 dni kadencji urzędującego prezydenta. W przypadku nastąpienia wakatu, Przewodniczący Rady Narodowej zarządza wybory w ciągu 7 dni po tym fakcie, przy czym powinny odbyć się w terminie 60 dni po nastąpieniu wakatu.
Prezydent, obejmując urząd, składa na ręce Prezesa Sądu Konstytucyjnego wobec Rady Narodowej następującą przysięgę:
Słowacki: Sľubujem na svoju česť a svedomie vernosť Slovenskej republike. Budem dbať o blaho slovenského národa, národnostných menšín a etnických skupín žijúcich v Slovenskej republike. Svoje povinnosti budem vykonávať v záujme občanov a zachovávať i obhajovať ústavu a ostatné zákony.
Polski: Ślubuję na swoją cześć i sumienie wierność Republice Słowackiej. Będę dbać o dobro narodu słowackiego, mniejszości narodowych i grup etnicznych żyjących w Republice Słowackiej. Swoje obowiązki będę wykonywać w interesie obywateli oraz będę przestrzegać i bronić Konstytucji i innych ustaw.
Prezydent w słowackim systemie ustrojowym posiada bardzo ograniczone kompetencje; pełni jedynie rolę czynnika stabilizującego. Do czasu wprowadzenia 14 stycznia 1999 roku poprawki do konstytucji, wybierany był przez Radę Narodową, która mogła go odwołać. Obecnie Rada może odwołać prezydenta większością 3/5 głosów, wymagana jest jednak zgoda narodu, wyrażona w referendum. Istnieje przy tym wymóg, że za odwołaniem musi opowiedzieć się ponad połowa uprawnionych do głosowania obywateli.
Prezydent:
- jest przedstawicielem Republiki Słowackiej w stosunkach międzynarodowych – prowadzi negocjacje i ratyfikuje umowy międzynarodowe;
- mianuje i odwołuje ambasadorów;
- mianuje premiera, a na jego wniosek poszczególnych ministrów;
- ma prawo weta wobec ustaw uchwalonych przez Radę Narodową, ale nie posiada prawa inicjatywy ustawodawczej;
- otwiera sesję Rady Narodowej;
- może rozwiązać Radę Narodową, jeżeli w ciągu 6 miesięcy od chwili wyborów parlamentarnych nie przyjmie ona deklaracji programowej rządu;
- rozpisuje referendum, na wniosek co najmniej 350 000 obywateli lub w przypadku podjęcia uchwały w tej sprawie przez Radę Narodową;

Aktów prawnych wydawanych przez prezydenta nie wymagają kontrasygnaty premiera, z wyjątkiem powoływania ambasadorów, ogłaszania amnestii i sprawowania zwierzchnictwa nad siłami zbrojnymi.

## Rząd
Rząd (słow. Vláda Slovenskej republiky) jest najwyższym organem władzy wykonawczej na Słowacji.
Składa się z premiera, który kieruje jego pracami, ministrów i wicepremierów,. Premier mianowany jest przez prezydenta, a na wniosek premiera głowa państwa powołuje również ministrów. Premier jest zobowiązywany przedstawić w ciągu 30 dni od dnia powołania deklarację programową Radzie Narodowej, która udziela rządowi wotum zaufania.
Premier i ministrowie składają prezydentowi następującą przysięgę:
Słowacki: Sľubujem na svoju česť a svedomie vernosť Slovenskej republike. Svoje povinnosti budem plniť v záujme občanov. Budem zachovávať ústavu a ostatné zákony a pracovať tak, aby sa uvádzali do života.
Polski: Uroczyście ślubuję wierność Republice Słowackiej. Swe zobowiązania będę pełnić w interesie wszystkich obywateli. Będę przestrzegać Konstytucji i innych praw i będę starać się zapewnić ich spełnienie.
Rząd przyjmuje projekty ustaw, wyznacza kierunki swej polityki i realizuje je, przyznaje odszkodowania za nadużycia władz administracyjnych oraz przyjmuje umowy międzynarodowe. Do rządu należą sprawy polityki państwa nie zastrzeżone dla innych organów państwowych oraz samorządu terytorialnego (domniemanie kompetencji).
Za swą działalność rząd odpowiedzialny jest przed Radą Narodową. Może ona wyrazić wotum nieufności wobec całego składu rządu lub tylko jednego ministra.

## Sąd Konstytucyjny
Sąd Konstytucyjny jest organem orzekającym o zgodności ustaw z konstytucją, jak również rozporządzeń rządu, ministerstw i innych centralnych organów administracji, ustaw konstytucyjnych oraz umów międzynarodowych ogłoszonych w sposób przewidziany dla ustaw.
Sąd składa się z 13 sędziów, których mianuje prezydent spośród kandydatów przedstawionych mu przez parlament. Kandydat musi mieć co najmniej 40 lat oraz przynajmniej 15-letni staż w zawodzie.

## System partyjny
Na Słowacji, podobnie jak w większości krajów europejskich, istnieje system wielopartyjny.

### Partie reprezentowane w Radzie Narodowej
- Kierunek – Socjalna Demokracja (słow. Kierunek – Socjalna Demokracja, SMER) – założona w 1999 r. w opozycji do rządu Mikuláša Dzurindy, partia socjaldemokratyczna. Jej liderem jest premier – Robert Fico.
- Głos – Socjalna Demokracja - utworzona w 2020 roku ugrupowanie socjaldemokratyczne, z którego wywodzi się prezydent Peter Pellgrini
- Wolność i Solidarność (słow. Sloboda a Solidarita, SAS) – utworzona w 2009 r, partia liberalna.
- Zwyczajni Ludzie (słow. Obyčajní Ľudia a nezávislé osobnosti, OĽaNO) – partia o profilu konserwatywnym.
- Słowacka Partia Narodowa (słow. Slovenská národná strana, SNS) – utworzona w 1989 r. Partia ideowo bliska nacjonalistom, gospodarczo socjaldemokratom. Jej liderem pozostaje Ján Slota.
- Partia Ludowa Nasza Słowacja (słow. Ľudová strana – Naše Slovensko, ĽSNS) – nacjonalistyczna partia polityczna, określana mianem skrajnie prawicowej
- Nowa Większość – Porozumienie (słow. Nová väčšina – Dohoda, NOVA) – słowacka partia polityczna o profilu centroprawicowym, funkcjonująca (pod różnymi nazwami) od 2012.
- Jesteśmy Rodziną – Boris Kollár (słow. Sme Rodina – Boris Kollár) – słowacka partia polityczna. Członek Ruchu na rzecz Europy Narodów i Wolności.
- Most (słow. Most, węg. Híd, Most-Híd) – słowacka partia polityczna o profilu konserwatywno-liberalnym, powstała w 2009 i działająca na rzecz pojednania i współpracy słowacko-węgierskiej w obrębie kraju. Należy do Europejskiej Partii Ludowej.
- Ruch Chrześcijańsko-Demokratyczny (słow. Kresťanskodemokratické hnutie, KDH) – utworzona w 1990 r. partia chadecka. Jej przewodniczącym jest Pavol Hrušovský.

### Pozostałe partie
- Słowacka Unia Chrześcijańska i Demokratyczna – Partia Demokratyczna
- Nadzieja
- Partia Zielonych
- Ruch dla Demokracji
- Komunistyczna Partia Słowacji
- Sojusz Nowego Obywatela
- Świt (partia polityczna)
- Unia Ludowa (Słowacja)
- Wolne Forum

### Partie historyczne
- Partia Demokratycznej Lewicy
- Partia Wolności
- Romska Inicjatywa Obywatelska
- Socjaldemokratyczna Alternatywa
- Socjaldemokratyczna Partia Słowacji
- Społeczeństwo przeciw Przemocy